# Obrazek haftowany włosami
Obrazek haftowany włosami – haft ludzkimi włosami na jedwabnym atłasie wykonany przez anonimowego autora w pierwszej połowie XIX wieku, znajdujący się w zbiorach Muzeum Narodowego w Krakowie.

## Opis
Technika haftu włosami stała się popularna pod wpływem romantyzmu i była chętnie wykorzystywana do zdobienia prezentów przeznaczonych dla najbliższych. Haft włosami, często autora wykonującego taki haft, wymagał olbrzymiej precyzji i cierpliwości bowiem ludzkie włosy mają ograniczoną długość i są bardzo delikatne. Haft musiał być wykonywany bardzo drobnymi ściegami i z wielką ostrożnością, aby uniknąć zerwania włosa.
Mały obraz przedstawia pejzaż z mostem na pierwszym planie prowadzącym do zamku, oraz wioskę i kościół w głębi po prawej. Uzupełnieniem pieczołowicie stworzonej kompozycji jest malownicza rzeka i drzewa.